# Europees kampioenschap schaatsen vrouwen 1970
Het eerste Europees kampioenschap schaatsen voor vrouwen, georganiseerd door de Internationale Schaatsunie (ISU), werd op 31 januari en 1 februari 1970 verreden op de onoverdekte kunstijsbaan van Thialf in Heerenveen. Het kampioenschap werd verreden over de mini vierkamp (500-1500-1000-3000 meter).
De Duitse en Oostenrijkse schaatsbond, verenigd in de "Deutscher und Österreichischer Eislaufverband", organiseerden zowel het eerste EK Schaatsen als het eerste EK Kunstschaatsen (beide alleen voor mannen) in 1891 in Hamburg, Duitsland. In 1892 organiseerden ze de tweede editie van beide kampioenschappen in Wenen. Na de oprichting van de Internationale Schaatsunie (ISU) in 1892 nam deze bond de organisatie over. Na 67 edities voor de mannen, inclusief de editie van 1970 op 24 en 25 januari in Innsbruck, streden de vrouwen voor het eerst om de Europese titel.
De vijfentwintig deelneemsters kwamen uit acht landen, Nederland (5), Noorwegen (5), Sovjet-Unie (5), Finland (3), Polen (2), West-Duitsland (2), Zweden (2) en Frankrijk (1). De eerste Europees Kampioene werd Nina Statkevitsj uit de Sovjet-Unie. De vijf Nederlandse deelneemsters eindigden alle vijf in de top twaalf. Stien Kaiser werd tweede, Ans Schut derde, Atje Keulen-Deelstra vierde, Elly van den Brom zesde en Rieneke Demming eindigde als twaalfde.
De Nederlandse delegatie veroverde één gouden medaille (Ans Schut op 3000m), drie zilveren medailles (Ans Schut op de 1500m en Stien Kaiser op de 1500m en 3000m) en één bronzen medaille (Rieneke Demming op de 3000m).

## Afstandmedailles
| Afstand | Goud             | Zilver                         | Brons           |
| ------- | ---------------- | ------------------------------ | --------------- |
| 500m    | Ljoedmila Titova | Nina Statkevitsj               | Sigrid Sundby   |
| 1000m   | Ljoedmila Titova | Nina Statkevitsj Sigrid Sundby |                 |
| 1500m   | Nina Statkevitsj | Stien Kaiser Ans Schut         |                 |
| 3000m   | Ans Schut        | Stien Kaiser                   | Rieneke Demming |

## Klassement
| #      | Naam                           | Punten  | 500m           | 1500m       | 1000m       | 3000m       |
| ------ | ------------------------------ | ------- | -------------- | ----------- | ----------- | ----------- |
| Goud   | Nina Statkevitsj               | 194,457 | 45,69 (2)      | 2.24,9 (1)  | 1.36,3 (2)  | 5.13,9 (5)  |
| Zilver | Stien Kaiser                   | 195,423 | 46,74 (9)      | 2.25,3 (2)  | 1.37,3 (6)  | 5.09,6 (2)  |
| Brons  | Ans Schut                      | 196,613 | 46,93 (12)     | 2.25,3 (2)  | 1.38,1 (8)  | 5.07,2 (1)  |
| 4      | Atje Keulen-Deelstra           | 197,567 | 46,50 (6)      | 2.31,1 (12) | 1.37,0 (4)  | 5.13,2 (4)  |
| 5      | Sigrid Sundby                  | 197,833 | 46,25 (3)      | 2.28,0 (4)  | 1.36,3 (2)  | 5.24,6 (11) |
| 6      | Elly van den Brom              | 197,880 | 46,53 (7)      | 2.29,5 (8)  | 1.37,6 (7)  | 5.16,3 (6)  |
| 7      | Lasma Kauniste                 | 198,400 | 46,80 (10)     | 2.28,5 (6)  | 1.37,2 (5)  | 5.21,0 (8)  |
| 8      | Lisbeth Berg                   | 198,897 | 46,43 (5)      | 2.28,4 (5)  | 1.39,5 (11) | 5.19,5 (7)  |
| 9      | Ljoedmila Titova               | 199,270 | 45,42 (1)      | 2.30,6 (11) | 1.35,3 (1)  | 5.36,0 (14) |
| 10     | Tatjana Sjelechova-Rastopsjina | 200,940 | 47,34 (14)     | 2.29,9 (9)  | 1.39,8 (12) | 5.22,4 (10) |
| 11     | Ljoedmila Mokhnasjeva          | 201,320 | 47,37 (15)     | 2.32,1 (15) | 1.39,2 (9)  | 5.21,9 (9)  |
| 12     | Rieneke Demming                | 201,330 | 48,48 (20)     | 2.30,1 (10) | 1.41,5 (15) | 5.12,4 (3)  |
| 13     | Tuula Vilkas                   | 202,070 | 47,02 (13)     | 2.29,4 (7)  | 1.39,3 (10) | 5.33,6 (13) |
| 14     | Wanda Król                     | 205,420 | 46,72 (8)      | 2.32,0 (13) | 1.41,5 (15) | 5.43,7 (15) |
| 15     | Kaija-Liisa Keskivitikka       | 206,123 | 48,99 (22)     | 2.32,5 (16) | 1.42,7 (20) | 5.29,7 (12) |
| 16     | Romana Troicka                 | 207,427 | 46,86 (11)     | 2.32,0 (13) | 1.44,0 (21) | 5.47,4 (16) |
| NC17   | Kirsti Biermann                | 147,277 | 46,31 (4)      | 2.33,2 (17) | 1.39,8 (12) |             |
| NC18   | Inger Karset                   | 149,543 | 47,56 (18)     | 2.34,6 (19) | 1.40,9 (14) |             |
| NC19   | Ylva Hedlund                   | 149,823 | 47,44 (16)     | 2.34,9 (20) | 1.41,5 (15) |             |
| NC20   | Arja Kantola                   | 150,107 | 47,49 (17)     | 2.34,4 (18) | 1.42,3 (19) |             |
| NC21   | Christina Lindblom-Scherling   | 150,887 | 48,02 (19)     | 2.35,3 (22) | 1.42,2 (18) |             |
| NC22   | Jorunn Bergland                | 152,830 | 48,48 (20)     | 2.35,7 (23) | 1.44,9 (23) |             |
| NC23   | Margret Tanz                   | 154,160 | 49,96 (24)     | 2.36,6 (24) | 1.44,0 (21) |             |
| NC24   | Sylvie Chevauchet              | 156,100 | 49,65 (23)     | 2.40,8 (25) | 1.45,7 (24) |             |
| -      | Paula Dufter                   | 129,813 | 1.18,08 * (25) | 2.35,2 (21) | dnf         |             |

vet is kampioenschapsrecord
 * = gevallen
 dnf = niet gefinisht